# Carlos Fernández Casado
Carlos Fernández Casado (Logroño, 4 de marzo de 1905-Madrid, 3 de mayo de 1988) fue un ingeniero de caminos, canales y puertos, catedrático, miembro electo de la Academia de Bellas Artes de San Fernando e intelectual español.
Es una de las referencias imprescindibles de la ingeniería civil española de las décadas centrales del siglo XX. Proyectista y constructor de un gran número de estructuras, en su mayoría de hormigón y realizadas con la empresa Huarte y Cía., es reconocido por sus estudios y realizaciones de puentes y por ser uno de los principales introductores y desarrolladores de la técnica del hormigón pretensado en España.
Su labor académica con sus diversos libros sobre cálculo de estructuras y desde la cátedra de Puentes de Fábrica de la Escuela de Ingenieros de Caminos, Canales y Puertos de Madrid, contribuyeron decisivamente en elevar el nivel de la ingeniería de estructuras española a niveles comparables al de sus vecinos europeos así como a la formación de varias generaciones de ingenieros y arquitectos de España y de los países latinoamericanos.
Además de su prolífica faceta como proyectista y constructor, fue una persona de una gran inquietud intelectual, con gran interés en muy diversas facetas del saber. Su ambición por poseer un conocimiento universal, muy a la manera humanista del Renacimiento, fue una característica en su planteamiento vital. Sus inquietudes intelectuales fueron por tanto muy diversas (filosofía, estética, historia del arte, psicología, derecho, música…etc), desarrollando una especial e intensa actividad de estudio de la estética y de la historia de las obras públicas, en particular de la ingeniería romana, sobre la cual publicó diversas obras que siguen siendo referencias básicas de la materia.
En 1964 fundó con dos jóvenes colaboradores, Javier Manterola Armisén y su hijo Leonardo Fernández Troyano la empresa Carlos Fernández Casado S.L. Oficina de Proyectos, siendo su presidente hasta su fallecimiento. Desde su fundación la empresa ha tenido un destacado papel en el mundo de la Ingeniería Civil,  y ganando desde entonces una gran reputación a nivel nacional e internacional por su contribución al desarrollo de la ingeniería estructural y por sus cuidadas e innovadoras realizaciones.
En reconocimiento a su trayectoria y labor en el mundo de los puentes el Ministerio de Obras Públicas otorgó en 1983 el nombre de “Puente Ingeniero Carlos Fernández Casado” al puente atirantado sobre el embalse de Barrios de Luna,  proyecto de Javier Manterola Armisén y récord mundial de luz en puentes atirantados en su momento con 440 m de vano central.
En 1984 su ciudad natal Logroño le rindió homenaje colocando una placa conmemorativa en la calle Muro de Cervantes n.º 10, en la casa donde había nacido. Igualmente el Ayuntamiento de Madrid colocó una placa conmemorativa en su domicilio de la calle Pedro de Valdivia n.º 8 y el Ayuntamiento de Coslada puso su nombre a una calle de la localidad.
El 4 de marzo de 2025, con motivo de la efeméride de su 120 cumpleaños, el Ayuntamiento de Logroño le rinde homenaje poniéndole su nombre a un paseo de la ciudad, con la presencia de su hijo Leonardo Fernández Troyano y otros familiares.

## Biografía

### Biografía personal
Cuarto de los siete hijos del matrimonio del General de Artillería Tomas Fernández Jiménez y de Presentación Casado, residió en Logroño hasta que su padre fue destinado a Madrid en 1914. Desde entonces su vida transcurrió principalmente en dicha ciudad. Cursó los estudios en la Escuela de Ingenieros de Caminos, Canales y Puertos de Madrid, acabando los estudios en 1924 con solamente 19 años. Después de una estancia en París para realizar estudios sobre Radiofaros y obtener el título de Ingeniero de Telecomunicaciones, volvió a España, siendo su primer destino profesional como ingeniero libre la provincia de Granada, donde residió 4 años y donde realizó diversos proyectos.
Contrajo matrimonio en 1933 con Rita María Troyano de los Ríos, con la que tuvo 4 hijos, Carlos, Leonardo, Ritama y Juan Pablo.
Después de esta primera actividad en Granada empezó a colaborar con la empresa Huarte y Cía., (hoy integrada en el grupo multinacional de la construcción español OHL (Obrascon Huarte Lain S.A.) fundada en 1932 por el empresario navarro Félix Huarte Goñi, en las obras de la Ciudad Universitaria de Madrid en 1933, cuyo proyectista principal era otro eminente ingeniero de Caminos, Eduardo Torroja Miret. La relación con él durante estas obras fue bastante tensa y desde entonces nunca fue sencilla ni fluida.
Con Huarte y Cía. igualmente realizó en los años previos a la Guerra Civil algunos de sus primeros puentes realizados por el Gabinete Técnico de Accesos y Extrarradio de Madrid
Pasó la Guerra Civil en Madrid donde estuvo destinado en la División de Defensa Antiaérea, donde proyectó algunos refugios antiaéreos de hormigón. Los primeros años de la posguerra no le fueron fáciles por sus antecedentes republicanos. En esta fase cobró especial importancia su relación con Félix Huarte que le brindó un apoyo constante y fiel para poder seguir realizando su actividad profesional evitando tener que seguir el camino del exilio o el ostracismo que tuvieron que sufrir tantos brillantes intelectuales y profesionales de su generación.
Esta colaboración se mantuvo desde entonces toda la vida de Fernández Casado, primero a título personal y luego con su oficina de proyectos. De ella han surgido algunas de las realizaciones más notables del país desde la posguerra y una tecnología genuina y muy avanzada para su tiempo de prefabricación de naves industriales y puentes (Naves de Ensidesa  y del INTA, estadio de Chamartín, estación de trolebuses de Madrid, etc.), contribuyendo a que Huarte y Cía. se convirtiera en una de las empresas constructoras más importantes y con mayor capacidad tecnológica de la posguerra.
En 1949 consiguió que se le retirara la sanción a la que estaba sometido desde el final de la Guerra Civil y pudo ingresar en la Jefatura de Puentes y Estructuras del Ministerio de Obras Públicas, permaneciendo en ella hasta 1963, y después como asesor hasta su disolución en 1968 donde proyectó más de treinta puentes como el puente arco de Mérida sobre el río Guadiana (1959) y el del río Palmones en Algeciras (1953).
Al abandonar la Jefatura fundó con su hijo Leonardo Fernández Troyano y con Javier Manterola Armisén y la empresa Carlos Fernández Casado S.L. Oficina de Proyectos, siendo su presidente hasta su fallecimiento. Inicialmente la empresa estuvo participada por Huarte y Cía., desarrollando para ella la gran mayoría de sus proyectos. A partir de 1980 funcionó como empresa independiente.
Desde su fundación ha tenido una actividad ininterrumpida, y un papel destacado a nivel nacional e internacional en el mundo de las estructuras por sus innovadoras y singulares obras, constituyendo actualmente una referencia imprescindible en la ingeniería de estructuras y puentes a nivel mundial.
De entre el gran número de obras notables proyectadas en dicha oficina por D. Carlos Fernández Casado con sus colaboradores y después de su retirada por estos cabe destacar el edificio de Torres Blancas (1964) y la torre del Banco de Bilbao ambos en Madrid (1978), la colección de pasos superiores de la Autopista A-6 en Madrid (1966), pasarela de las Glorias de Barcelona (1973), puente atirantado Sancho el Mayor en Castejón (Navarra) (1978), puente Ingeniero Carlos Fernández Casado sobre el embalse de Barrios de Luna (1982), puente Euskalduna en Bilbao (1998), nuevo puente sobre la bahía de Cádiz (2012).
Por motivos de salud tuvo que retirarse de toda actividad en el año 1984. Falleció en Madrid el 3 de mayo de 1988 y está enterrado en el pueblo de Cercedilla en la Sierra del Guadarrama, entorno que especialmente apreciaba que visitaba frecuentemente y donde discurrío parte de su vida en compañía de su familia.

### Formación técnica e intelectual
Al igual que dos de sus hermanos, Tomás y José Luis, Carlos Fernández Casado cursó los estudios en la Escuela de Ingenieros de Caminos, Canales y Puertos de Madrid. Ingresó en el año 1919 con solamente catorce años, acabando los estudios en 1924. En toda la historia de esta Institución solamente hay un caso de mayor precocidad.
Debido a las malas perspectivas laborales al acabar estos estudios continuó entonces con la carrera de Ingeniero de Telecomunicaciones, cuyo título obtuvo en 1927. Como parte de esta formación, y por medio de una beca, residió en 1926 en París obteniendo igualmente el título de Ingeniero de Radiotelegrafía en la Ecole Supérieure d'Electricité. Esta estancia le permitió profundizar su conocimiento y contacto con las vanguardias europeas, gobernadas entonces en la arquitectura por el racionalismo, así como para estudiar el extraordinario patrimonio artístico francés, desde los puentes del Sena a las catedrales góticas de l´Ile de France. Ambos hechos son sin duda clave en su formación intelectual y artística y también en la afirmación de sus vocaciones: la Construcción, especialmente de puentes, y el estudio de la Estética y de la Historia del Arte.
Su gran inquietud intelectual y su afán por un conocimiento universal le llevaron a su vuelta a España a completar su formación con la licenciatura en Historia en la Facultad de Filosofía y Letras de la Universidad Complutense de Madrid. Inició también los estudios de Derecho, licenciándose con casi 70 años e incluso posteriormente incluso inició los estudios universitarios de Psicología.
Este interés por ampliar sus conocimientos en ramas tan diversas es una característica de su planteamiento vital. Especialmente importante fue su relación con los estudios de Filosofía, particularmente lo relacionado con la filosofía griega clásica y con las teorías sobre Estética. Por ello después de cursar su paso por la Facultad siguió vinculado durante el resto de su vida a los cursos impartidos por José Ortega y Gasset  y Xavier Zubiri. Con este último mantuvo una relación de estrecha amistad, y colaboró con él en la elaboración de su teoría sobre Estética.
Su primer destino profesional como Ingeniero de Caminos en Granada (1928-1932) le permitió entrar en contacto con el grupo de intelectuales de la ciudad que se aglutinaba alrededor de la figura del intelectual y político socialista Fernando de los Ríos Urruti en el Ateneo de la ciudad, y cuya figura más visible era el poeta Federico García Lorca. Esta experiencia unida al contacto con la naturaleza de sus primeros trabajos en esta provincia, contribuyó decisivamente a conformar su planteamiento intelectual y vital. La Estética adquirida de esa simbiosis Ingeniero-Naturaleza pasó a ser uno de sus principales objetivos, expresándolo así en varios de sus escritos, en algunos casos de forma muy poética.
Las líneas principales de éste pensamiento así como su visión sobre la función y la misión del ingeniero, que son reconocibles en todas sus escritos y realizaciones desde entonces, se plasmas desde esta temprana edad profesional en su intervención titulada Ingeniería, Maquinismo y Arquitectura, en la Noche del Gallo, una de las manifestaciones más conocidas del referido grupo de intelectuales granadinos que García Lorca organizó el 28 de octubre de 1928.
Aunque no fue formado en su entorno, su vida tuvo una estrecha relación familiar e intelectual con el espíritu reformador y republicano del Instituto Escuela y la Institución Libre de Enseñanza, del que formaba parte la familia de su mujer, Ritama Troyano de los Ríos, sobrina de Fernando de los Ríos.

### Actividad académica e investigadora
Su primer contacto con la docencia fueron unos cursos de Radiofaros en la Escuela de Ingenieros de Telecomunicación de Madrid en 1927. Antes de la Guerra Civil colaboró con la Escuela de Ingenieros de Caminos encargándose de la instalación de un laboratorio de fotoelasticimetría para el estudio de estructuras.
También en este periodo escribió uno de sus libros más conocidos Cálculo de estructuras reticulares, en cuya segunda edición colaboró su hermano José Luis. Se trata de un desarrollo notable con aportaciones propias del método de Cross que el cálculo de entramados de nudos rígidos. Fernández Casado descubrió el planteamiento hecho por el ingeniero americano Hardy Cross cuando él investigaba en la misma dirección pues en los años 30 del siglo pasado se carecía todavía de un procedimiento que permitiera abordar el cálculo de estructuras continuas de una forma general y práctica. El método de Cross resolvía esto de forma satisfactoria resolviendo de forma iterativa el cálculo de estructuras hiperestáticas formadas por vigas con nudos rígidos. Este libro es probablemente, desde el punto de vista teórico y académico, la mayor contribución de Fernández Casado al cálculo de estructuras por la herramienta tan útil que puso en manos de los proyectistas.
Fue el primer libro escrito en el mundo sobre este sistema, y su éxito fue inmediato entre la profesión. Hasta la aparición del cálculo matricial con ordenadores fue uno de los sistemas más empleados debido a la versatilidad y universalidad que aportaba para realizar el cálculo de estructuras continuas. Muestra de ello son las 8 ediciones del mismo entre 1936 y 1967, y su gran difusión entre arquitectos e ingenieros en España y Latinoamérica.
Paradójicamente no tuvo tan buena acogida dentro de la propia Escuela de Caminos, al menos de forma oficial, probablemente debido a la complicada relación que durante años tuvo Fernández Casado con ella después de la Guerra Civil.
Por este mismo motivo su vocación docente quedó truncada durante años a pesar de los varios intentos infructuosos para acceder a las plazas de asignaturas relacionadas con las Estructuras de dicha Escuela. Sus antecedentes republicanos, que fueron causa también de ser depurado en el Cuerpo de Ingenieros de Caminos, le cerraron esta posibilidad y también la de otros organismos oficiales.
Esta ausencia no impidió que mantuviera una activa labor de investigación y puesta al día en los avances sobre cálculo y técnicas de la construcción que se iban produciendo fuera del país. Fruto de ella son otros libros técnicos de primer orden: Resistencia (1941) el más teórico de sus libros, Estructuras de Edificios (1948) y Cálculo de Arcos (1955) que alcanzaron una difusión notable en varias Escuelas Técnicas tanto del país como del ámbito latinoamericano.
Igualmente en Huarte y Cía. montó un laboratorio donde se ensayaron muchas de las estructuras que realizó con la empresa.
Hasta 1958 no pudo acceder a la docencia en la Escuela de Ingenieros de Caminos. Fue posible gracias al decidido apoyo de otro prestigioso ingeniero, José Entrecanales Ibarra, que puso como condición al retirarse de su Cátedra que esta se dividiera en dos, Puentes de Fábrica (que cubría las obras no metálicas) y Geotecnia, para que pudieran tener acceso a ellas Carlos Fernández Casado y José Jiménez Salas respectivamente. Esto le permitió De esta manera pudo sortear la oposición del hasta entonces poco receptivo claustro, y por medio de una de las primeras oposiciones públicas realizadas en dicha Escuela accedió en 1962 a dicha Cátedra detentándola hasta su jubilación en 1974.
Durante su docencia contribuyó de forma decisiva a introducir la técnica de los puentes de hormigón pretensado, labor que plasmó en otro de sus libros que alcanzó una gran difusión entre la profesión, Puentes de Hormigón Armado y Pretensado (1.er tomo 1961, 2º tomo 1965) y a renovar en gran medida el contenido de dicha asignatura, contribuyendo a la formación de varias generaciones de ingenieros con las que la ingeniería estructural española ha alcanzado un nivel y prestigio de primer orden.
En reconocimiento a la gran labor desarrollada un retrato suyo fue colgado en la sala de profesores de dicha Escuela en 1979.
Después de su jubilación hasta que la salud se lo permitió siguió vinculado a la Escuela impartiendo cursos de doctorado sobre Estructuras Históricas, Cúpulas y Máquinas.
Igualmente durante toda su vida profesional fue un activo conferenciante y participante en Congresos nacionales e internacionales de Ingeniería, lo cual le permitió estar siempre al tanto de las innovaciones y realizaciones internacionales. Particularmente intensa fue su actividad en países latinoamericanos, donde además de participar en algunos proyectos sus libros técnicos alcanzaron una difusión notable tanto en ámbitos universitarios como profesionales y donde por ello su figura todavía es recordada.

### Trabajos sobreEstéticay sobre la Historia de la Ingeniería
En paralelo a su actividad como proyectista y como parte necesaria de la misma desde su forma de entender la profesión desde un planteamiento de conocimiento universal,  Fernández Casado desarrolló durante toda su vida una intensa actividad investigadora y de estudio de la historia de la ingeniería y de la construcción, publicando numerosos artículos y libros.
Estudió con particular interés las realizaciones de la Ingeniería romana, elaborando diversos artículos sobre los acueductos y los puentes romanos en España que se publicaron a lo largo de varios años en la revista Informes de la Construcción, y que se englobaron posteriormente en dos libros, Acueductos romanos en España e Historia del Puente en España. Puentes romanos que siguen siendo al igual que su obra postrera Ingeniería Hidráulica Romana referencias imprescindibles en la materia.
Como reconocimiento a esta labor y a toda su trayectoria de proyectista y constructor fue elegido en 1975 Académico electo de la Academia de Bellas Artes de San Fernando  de Madrid, el segundo ingeniero de Caminos, tras Eduardo Saavedra que ingresaba en dicha institución.  Su discurso del ingreso "Estética de las Artes del Ingeniero" recogía su planteamiento sobre la Estética del Ingeniero que a lo largo de su vida había ido plasmando en diversos artículos.

### Publicaciones principales
Técnicas
- Cálculo de estructuras reticulares . Ocho ediciones entre 1934 y 1967.
- Resistencia. Dos ediciones, 1941 y 1950.
- Estructuras de edificios. 1948.
- Cálculo de arcos. 1955.
- Puentes de hormigón armado y pretensado.  1.er tomo 1961, 2º Tomo 1965

Históricas y Arqueológicas
- La conducción romana de aguas a Almuñécar
- Acueductos romanos en España.  1.ª edición 1972, 2.ª Edición 2008.
- El acueducto de Segovia’’. 1976. Ciba Geigy. Barcelona 1973.
- Historia del Puente en España. Puentes romanos.  1.ª edición 1980, 2.ª Edición 2008.
- Ingeniería Hidráulica romana.  1º Edición 1983,2.ª Edición 2008.

Estética y Filosofía
- Ingeniería, Maquinismo y Arquitectura. Intervención en la Noche del Gallo.  Granada 1928.
- Teoría del Puente. Revista de Ideas estéticas. Madrid. 1951.
- La arquitectura del ingeniero.  (1.ª edición 1975, 2º Edición Colegio de Ingenieros de Caminos, Canales y Puertos 2008).
- Estética de las artes del ingeniero.  Discurso de ingreso en la real Academia de Bellas Artes de San Fernando de Madrid 1976.

### Premios
- Medalla de la Asociación Internacional de Puentes y Estructuras (Association Internationale des Ponts et Charpentes (AIPC))
- Miembro de honor de la Asociación de Ingenieros de Caminos, Canales y Puertos (1976).
- Medalla de la Asociación Española del Pretensado, actualmente llamada Asociación Científico-Técnica del Hormigón Estructural.
- Medalla de Oro de la Federation International de la Precontrainte (F.I.P.).  Congreso Londres 1978. Primer español en conseguirla.
- Por orden ministerial el puente atirantado sobre el embalse de Barrios de Luna recibió el nombre "Puente Ingeniero Carlos Fernández Casado". 1983
- Colegiado de Honor del Colegio de Ingenieros de Caminos, Canales y Puertos (1983).
- Medalla de Oro de la Comunidad de La Rioja (1986).

## Proyectos y realizaciones

### Naves industrialesprefabricadas

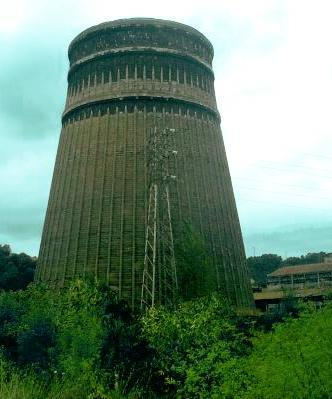
Torre de Nitrastur en La Felguera, Asturias

Constituyen sin duda otro de los grandes logros de Fernández Casado. Dado que la carestía de acero penalizaba los diseños de cerchas metálicas tras la Guerra Civil,  Fernández Casado desarrolló con la empresa Huarte y Cía. soluciones prefabricadas de hormigón, algunas de ellas novedosas y genuinas, como alternativa que permitía recoger las ventajas constructivas de la construcción en acero sin tener que emplearlo. Además esta industrialización y optimización constructiva encajaba muy bien en su planteamiento ingenieril.
Dentro de estas realizaciones se pueden distinguir las cubiertas cilíndricas (naves de Ensidesa en Avilés, 1952), la cubierta de la nave de trolebuses de Madrid (arcos triarticulados para luces de 42 m, 1951), las naves de Española del Zinc (1952), la Sociedad Ibérica del Nitrógeno en La Felguera (1952) y las cubiertas rectas a dos aguas o en diente de sierra resueltas con cerchas  o pórticos (nave para montaje de INTA en Torrejón de Ardoz, 1946), nave la laminación de Ensidesa (1956) y las naves de Intelhorce (1962).

### Puentes de altura estricta
Una de las primeras actividades de Fernández Casado en el mundo de los puentes fue el estudio de soluciones para cruces habituales requeridos por las carreteras en la geografía española, especialmente en el área mediterránea: cauces amplios o ramblas con gran variabilidad de caudal, cruces muy pegados al terreno para elevar mínimamente la rasante, cruces de calles o sobre el ferrocarril, etc. Aunque la denominación estricta del título de la colección se refiere al objetivo de minimizar la altura del puente, probablemente lo más significativo es lo que supone, también, toda una declaración de principios de su autor: estricto empleo de materiales -como debe corresponder a una actividad ingenieril-, minimalismo formal -recogiendo los postulados del racionalismo arquitectónico-  y mínimo impacto en el paisaje –postulados que se adelantan décadas a las preocupaciones del Movimiento ecologista- Por todo ello el conjunto de puentes de la colección, algunos de ellos no realizados directamente por Fernández Casado,  ejemplariza su obra y probablemente constituye una de las mejores realizaciones de dicho ingeniero, si no la mejor.
Por iniciativa propia realizó un estudio -de una forma sistemática y general como solía abordar su trabajo- de soluciones de tramo recto adintelado de hormigón armado, algunos hiperestáticos, que eran las soluciones que despuntaban en ese momento en Europa. Los ordenó en un conjunto de 10 series con el objetivo de que pudieran ser empleadas por otros ingenieros no especialistas.
Las cuatro primeras correspondían a soluciones pórtico de uno o tres vanos. De la V a la X son dinteles continuos de tres vanos cubriendo distintas configuraciones: tableros continuos o con articulaciones a cuartos de luz, luces de los vanos extremos compensadas o cortas con contrapeso. En varias realizaciones de más de tres vanos se repetía la solución o se combinaban con otros modelos.
Las secciones transversales son de tipo losa en las colecciones impares y de vigas en las pares. Las luces máximas cubiertas por las primeras eran de 12 m y de 20 en la segunda, ampliada posteriormente a 30 m.
Los dinteles son acartelados hasta el cuarto de luz. Esta geometría es una de los rasgos distintivos de los diseños de Fernández Casado, que empleó preferentemente frente a las soluciones de canto variable curvas hasta la aparición del hormigón pretensado, y que confieren a estas obras la limpieza formal y el aspecto esbelto y sereno que es característico en el planteamiento estético de su autor.
Varias de las series fueron aprobadas oficialmente por el Ministerio o empleadas por otros ingenieros en obras muy diversas en toda España. Se llegaron a realizar más de 50 estructuras de ellas, aunque la escasez de acero tras la Guerra Civil impidió sin duda un mayor empleo. Obras notables dentro de este grupo son el Nuevo Puente de Hierro sobre el río Manzanares en Madrid (1932), la más querida por Fernández Casado aunque nunca llegó a ponerse en uso, puente de Siles sobre el río Guadalimar (1934) el puente de El Pardo sobre el río Manzanares (1935, demolido tras la guerra),  puente sobre el río Guadalfeo en Salobreña (1944) puente de San Ardían sobre el río Besós (1944),  puente sobre el río Palmones en Algeciras (1954))

### Puentes arco
Aunque sus construcciones se suelen identificar con las soluciones adinteladas, Fernández Casado también estudió intensamente la solución en arco y la empleó en al menos 15 puentes además de muchos proyectos no realizados. Fruto de sus estudios teóricos es otro de sus libros más difundidos, Cálculo de Arcos.
Con objeto de evitar la realización de las costosas cimbras habitualmente empleadas en la construcción de arcos, exploró las posibilidades que proporciona la prefabricación que ya había experimentado en las cubiertas. Debido a la poca potencia de la maquinaria disponible, para reducir el peso de las piezas empleó frecuentemente la solución de dividir la obra en dos o más cuchillos.
Dentro de estas realizaciones empleó varias configuraciones:

#### Puentes arco de hormigón en masa
Durante la posguerra dada la escasez de acero se volvieron a emplear con cierta frecuencia arcos de hormigón en masa o con poca armadura, solución que Fernández Casado denominó “arcos anacrónicos”. Con esta solución realizó diversas obras, entre ellos el puente sobre el río Tajo en Fuentidueña de Tajo (Madrid) (1957, luz máxima 32 m), puente en Torquemada sobre el río Pisuerga (1952/1960, luz máxima 40 m) y puente en Gibraleón sobre el río Odiel (1956, luz máxima 34 m)

#### Puentes arco con tablero rígido (acueductos)
Empleó la solución de arco delgado y tablero rígido en varios acueductos, donde es muy adecuada por su carga uniforme y constante y en los que la caja de la conducción se emplea como dintel rígido. Las primeras realizaciones fueron dos acueducto para el salto de la Retorna, sobre el río Najerilla (1944) y sobre el barranco Brieva (1944), construidos con la técnica de armadura rígida Melán-Ribera. Posteriormente realizó el acueducto del embalse del embalse de Cubillas (1954) con arcos prefabricados y el acueducto del Embalse de Gabriel y Galán sobre el río Alagón (1969) con una solución tipo Maillart construida sobre cimbras con arco auxiliares metálicos.

#### Puentes arco tímpano
Esta solución le atrajo mucho formalmente aunque solamente la empleó en dos obras, el puente sobre el aliviadero del embalse de Cubillas (1954), una de sus realizaciones más queridas, y sobre el río Caudal en Mieres (1969) realizado con su oficina de proyectos. Para construirlos empleó igualmente delgados cuchillos prefabricados montados sobre un castillete central auxiliar, sobre los que posteriormente se realizaban los diafragmas y la losa superior.

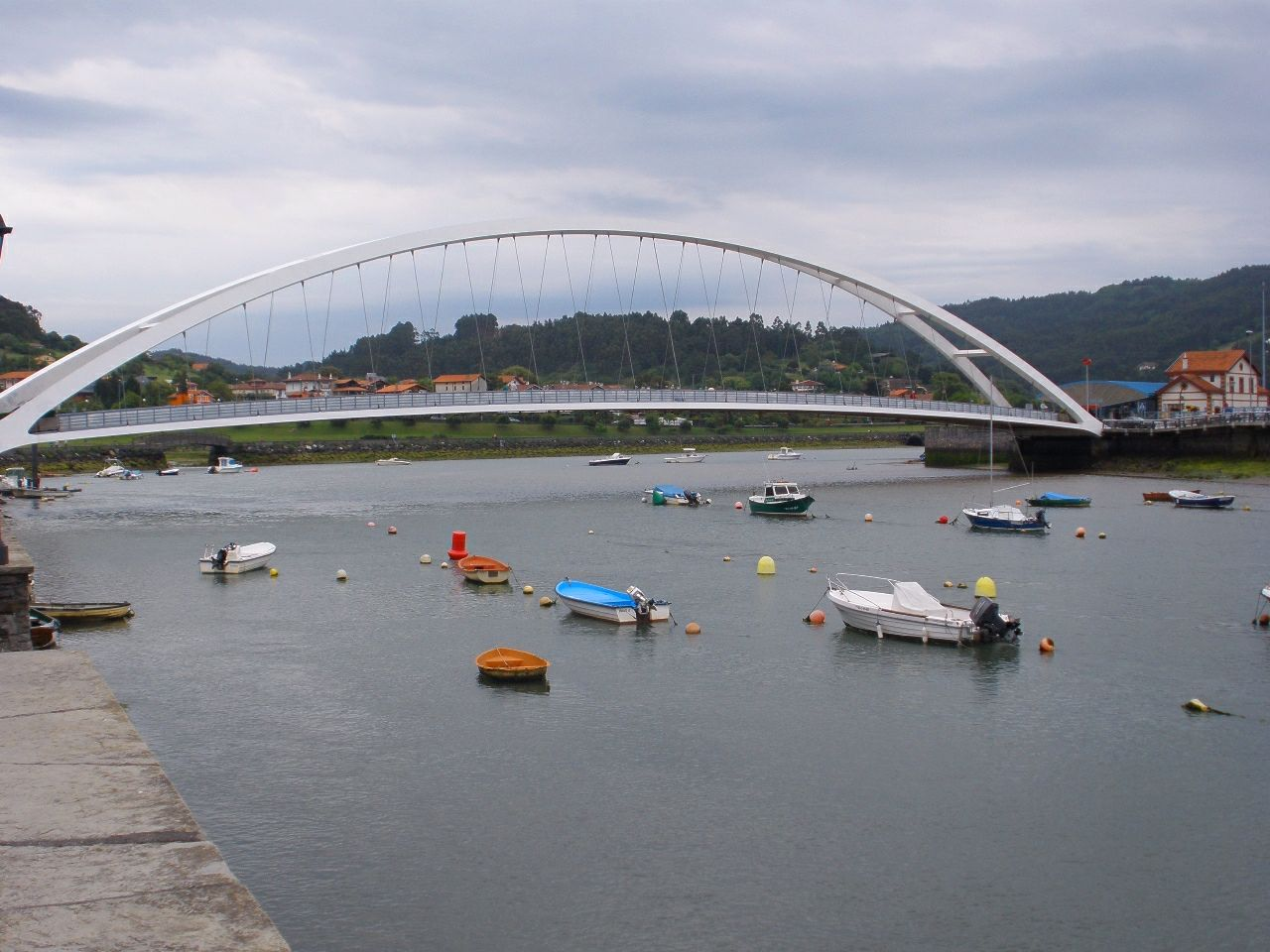
Pasarela sobre la ría de Plencia
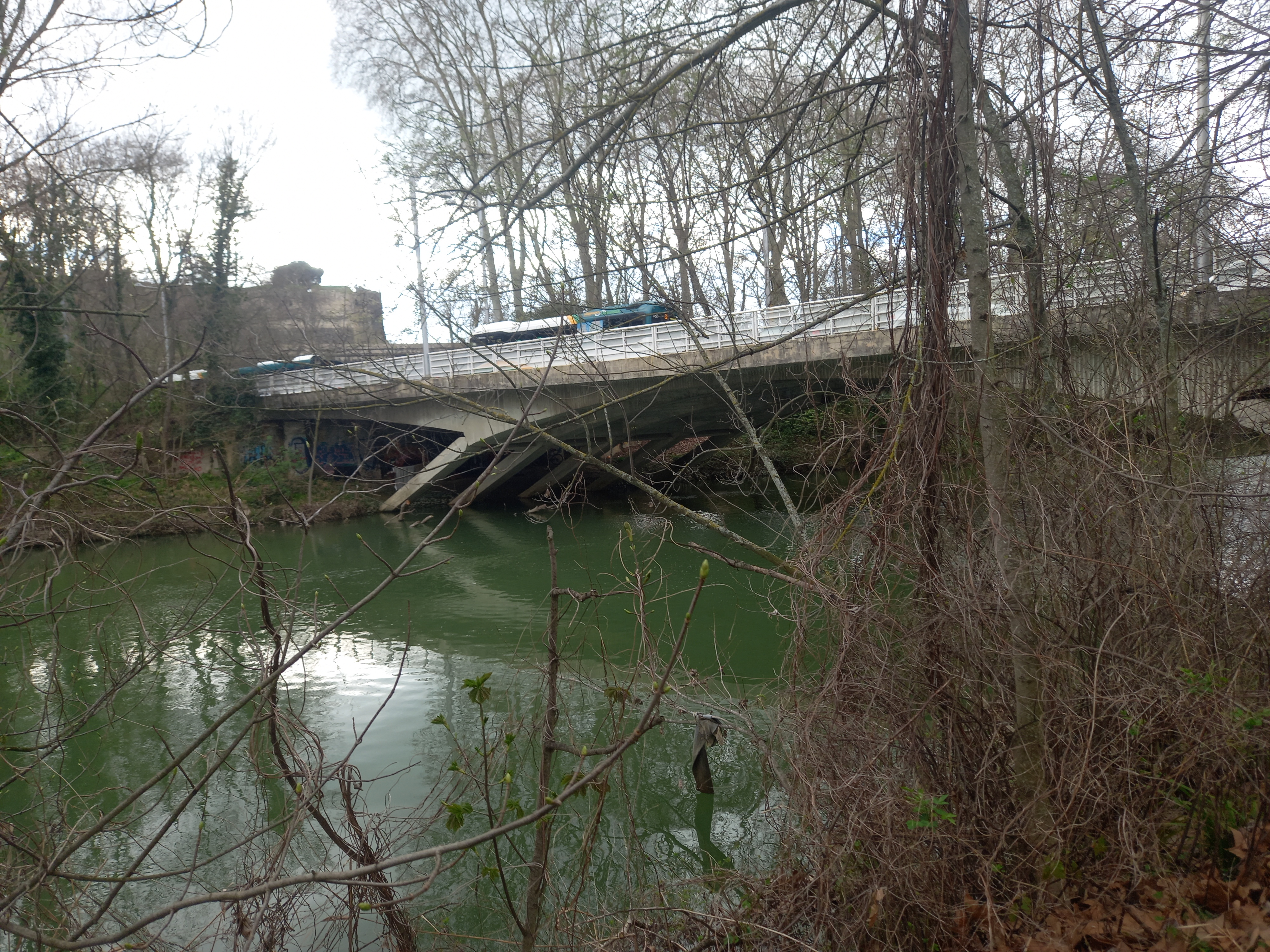
Puente en la Chantrea (Pamplona)
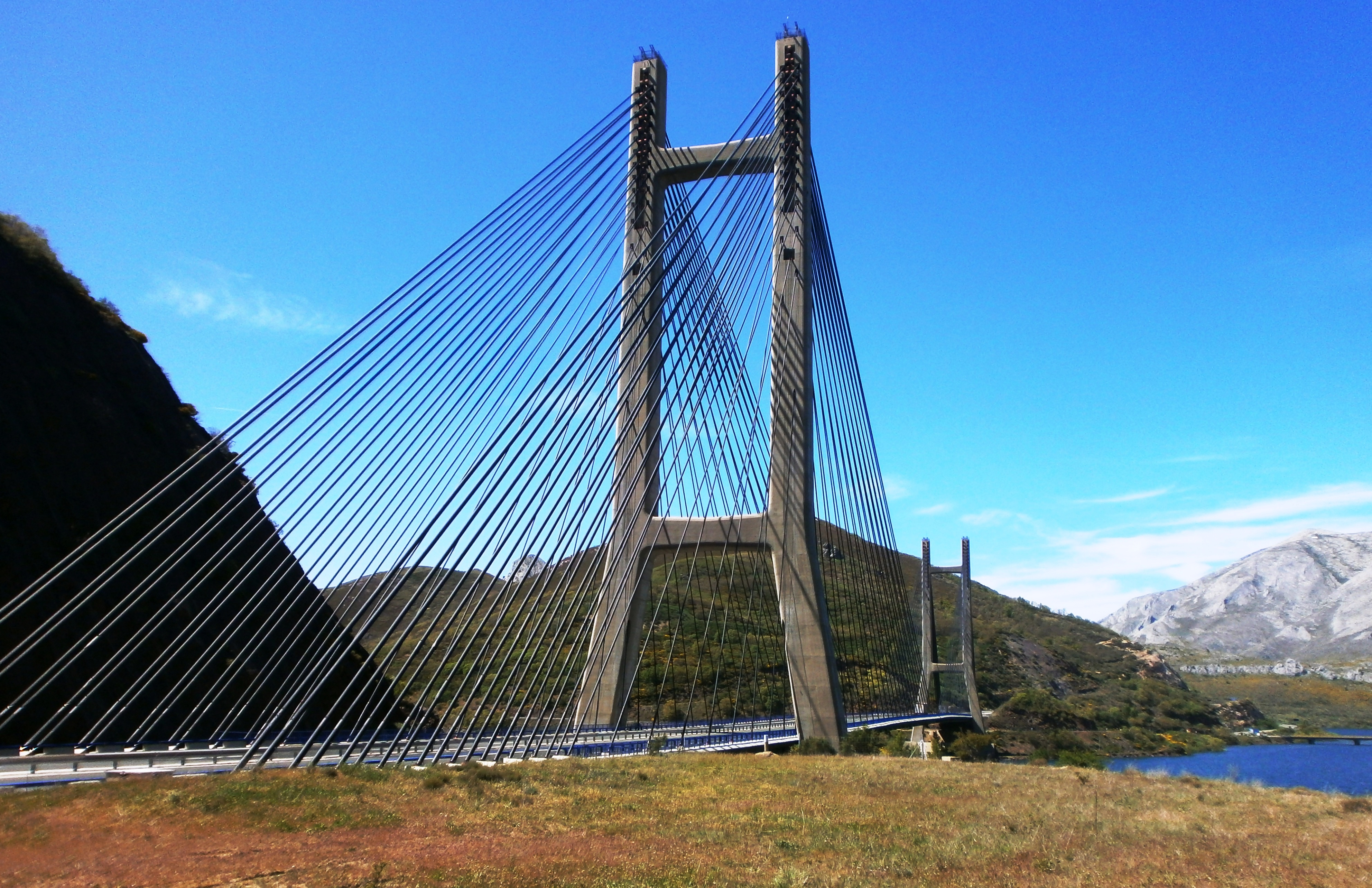
Viaducto sobre el embalse de Barrios de la Luna (León)]
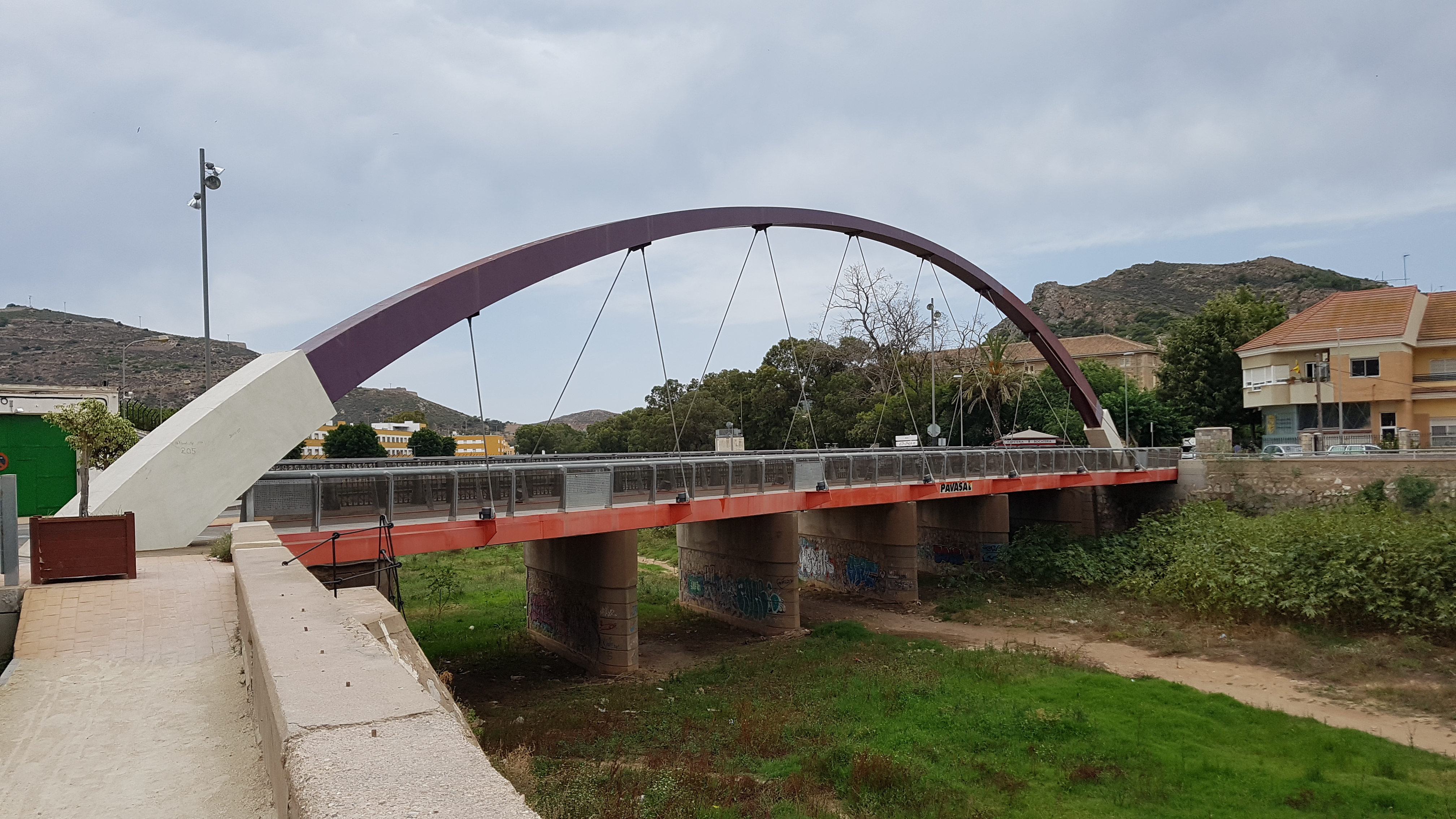
Puente en calle Pío  XII, Cartagena

### Edificios y cubiertas
Fernández Casado proyectó numerosas estructuras de edificios, en su mayoría obras de hormigón armado resueltas en su mayor parte con entramados reticulares, en cuyo cálculo empleó el método de Cross que él había desarrollado. También exploró las posibilidades de las losas sobre apoyos continuos sobre pilares con capitales ("losas champiñón"), que empleó igualmente en alguno de sus puentes de altura estricta.
La mayoría de estas obras las realizó para la empresa Huarte y Cía., en la posguerra como las Residencias Sanitarias de Zaragoza, Barcelona, Gerona y Lérida (1946/1956), el Ministerio del Aire en Madrid (1948) del arquitecto Luis Gutiérrez Soto,
Con los arquitectos Muñoz Monasterio y Luis Alemany ganó el concurso para realizar el nuevo estadio de Chamartín del Real Madrid, actual estadio Santiago Bernabéu, en 1947 con una solución constructiva variante con estructura de hormigón armado con elementos novedosos en la época. En 1955 realizó la ampliación de la tribuna este, excelente y ligera estructura que ha sido visible hasta la última intervención realizada en el estadio en 2005 donde se ha dispuesto un cerramiento.
Con los arquitectos José Antonio Domínguez Salazar, Ricardo Magdalena y Carlos de Miguel ganó en concurso el estadio de San Mamés en Bilbao, donde proyecto su famosa cubierta, que inicialmente resuelta con hormigón pero que se cambió a su reconocible arco metálico -una de sus pocas obras diseñadas con este material- que sigue siendo todavía un elemento distintivo de la ciudad.
Con Huarte y Cía., y con su empresa de proyectos participó en los proyectos de algunos de los primeros edificios altos realizados durante los años 1960 y 1970 en España como las Torres Blancas de Francisco Javier Sáenz de Oiza  y las Torres Colón de Antonio Lamela, ambas desarrollados por Javier Manterola.
No se prodigó mucho en las cubiertas laminares que tanta difusión y éxito tuvo entre sus contemporáneos entre los años 1930 y 1960 del siglo pasado, probablemente debido a que sus planteamientos e intereses encajaban mejor en las construcciones adinteladas o reticulares. Aunque estudio algunos otros proyectos sus únicas realizaciones de este tipo son las cubiertas de láminas cilíndricas de la Escuela de Formación Profesional Obrera de Barcelona (1962)  y las naves de HYTASA en Sevilla (1962).
Igualmente realizó dos obras con cubiertas colgadas, el pabellón del INI de la Feria de Campo de Madrid (1953) y la cubierta pretensada del picadero del Club de Campo Villa de Madrid (1968) con el arquitecto Domínguez Salazar.

### Puentes de hormigón pretensado

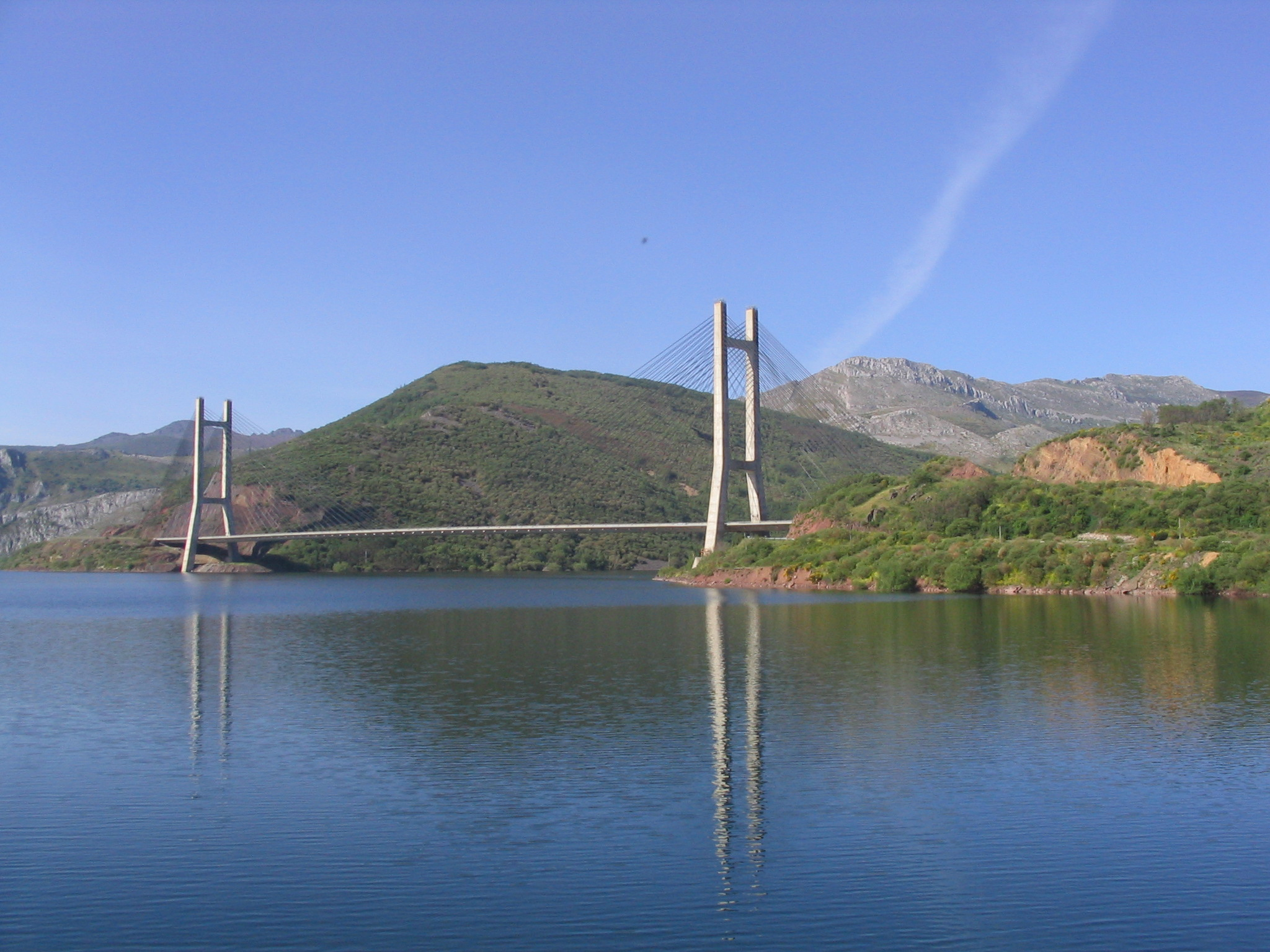
Puente de Barrios de Luna (León)

Con más de 50 años Fernández Casado se embarcó en el estudio del hormigón pretensado que ya dominaba la construcción en Europa en la segunda mitad del siglo XX pero que llegaba con retraso a España, para cierto desasosiego del propio Fernández Casado, como consecuencia de su aislamiento desde el final de la Guerra Civil que no hacía sino acentuar el secular retraso técnico del país.
Fue uno de los principales introductores y difusores de esta técnica en España, y sus dos tomos del libro Puentes de Hormigón Armado y Pretensado fueron referencia obligada en el país y en numerosos países de Latinoamérica, donde su figura es todavía recordada por este motivo.

#### Primeras realizaciones
Su primer contacto con el pretensado no fue en puentes sino en cubiertas, empleándolo en las vigas trianguladas de las naves de laminación de Ensidesa en Avilés en 1957.
Posteriormente con Huarte y Cía. ganó un concurso para la reconstrucción de puentes en Cuba en 1960, de los que se hicieron tres, empleando soluciones de vigas prefabricadas con luces de hasta 30 m.
En España el primer puente que realizó fue el puente sobre el Río Tinto en Huelva, un tablero de tres vanos vigas pretensadas de 30 m realizado por la empresa Entrecanales y Távora en 1960.
Otra de sus primeras obras con vigas prefabricada pretensadas es elpontón de acceso a la Central Térmica de Soto de Ribera en Asturias, que se construyeron subdividiendo las vigas en dovelas

#### Puentes por avance en voladizo
La gran aportación de Fernández Casado a la técnica de los puentes construidos por avance en voladizo -que contribuyó de forma decisiva a introducir en España y en algunos países latinoamericanos- fue el desarrollo de la construcción con dovelas prefabricadas aprovechando la experiencia adquirida en los proyecto de arcos y naves prefabricadas. Empleó para ello una solución novedosa con dovelas ligeras de pequeño tamaño -las únicas posible de manejar con los medios de la época- por lo que normalmente los tableros eran dobles. Sus primeras aplicaciones coinciden con las primeras obras realizadas en el mundo con este procedimiento que se hicieron en la URSS. Esta técnica fue luego ampliamente empleada por los ingenieros franceses en sus realizaciones de los años 1960 y 1970 del siglo XX.
Su primera obra fue el puente de Almodóvar del Río sobre el Guadalquivir con luz de 70 m, obra pionera a escala mundial en este tipo de construcción. Dado el éxito, la empleó de nuevo en otros cuatro proyectos desarrollados ya dentro de su oficina de proyectos con sus colaboradores: el puente de Castejón sobre el río Ebro en Navarra (1966/1968) con 101 m de luz, viaducto de Iznájar (1965),  sobre la dársena del Guadalquivir en Sevilla (1972) y puente de los Vados sobre el río Genil en Granada. Con la solución de avance en voladizo pero con ejecución in-situ con carro de avance proyectó igualmente el puente sobre el barranco de Priego en el embalse de Iznájar (1970)

#### Pasos superiores y puentes urbanos
Con su empresa de proyectos realizó en los años 1960 y 1970 diversas realizaciones de puentes de hormigón pretensado para resolver cruces de autopistas o puentes urbanos, empleando habitualmente secciones de losas aligeradas. Conviene destacar dentro de ellas los pasos superiores de la A-6 Autopista del Noroeste, entre Las Rozas de Madrid y Collado Villalba en Madrid finalizados en 1966. La posibilidad de poder diseñar el conjunto de pasos de la nueva autopista le llevó a sistematizar las soluciones y a estudiar con mucho cuidado los detalles de su geometría dando como resultado una conjunto de obras modélicas y homogéneo, que desgraciadamente no se ha mantenido con las nuevas obras que se han ido añadiendo posteriormente en esta autopista. Lo componen un total de doce pasos, la mayoría de ellos resuelto con la solución de pórtico sobre células triangulares.
Entre los pasos urbanos conviene resaltar su actuación en las obras del cinturón urbano de la M-30 en Madrid en los años 70 orientadas a resolver los cruces en el entorno de dos obras históricas remarcables, el puente de Toledo y el puente de Segovia. Con el objetivo de no competir con estas obras, las soluciones empleadas fueron extremadamente cuidadosas y discretas, con tableros muy esbeltos perfilados y situando siempre las obras a una distancia adecuada de las construcciones históricas para no interferir con ellas.
Otra obra urbana de gran interés es el Paso en la calle Mauricio Legendre en Madrid de 1976, con una solución singular en el dintel resuelto con un entramado triangular de vigas.
Finalmente conviene destacar por su singularidad otra obra realizada en hormigón pretensado, el puente sifón del canal de la presa de Bembézar sobre el río Guadalquivir (1968), en su momento el puente continuo de mayor longitud en España (245 m)
En 1998 colaboró en el diseño del Puente de Ventas.

### Presas
Aunque estudió y proyecto diversas presas bóveda, las de mayor complejidad estructural, solamente realizó antes de la fundación de su oficina de proyectos la del salto de la Retorna en el río Najerilla.
Con su oficina de proyectos realizó la presa de Quéntar en el río Genil en Granada de 140 m de altura, y aunque se concursó en otros proyectos, no se ganaron y esta línea de trabajo fue finalmente abandonada.

### Rehabilitación y refuerzo de construcciones históricas
Otro de los grandes intereses de Fernández Casado fue el estudio y la conservación del patrimonio histórico, tanto el arquitectónico como el de las obras públicas, esto último en una época en la no eran habitualmente consideradas dignas de ninguna protección.
En su actividad en la Jefatura de Puentes del Mº de Fomento tuvo la ocasión de dirigir o participar en numerosos proyectos de refuerzo o reparación de puentes de fábrica como el Puente de Piedra de Orense sobre el río Miño (1966) o el puente de Simancas sobre el río Pisuerga (1967). Colaboró activamente en la reparación del año 1974 del acueducto de Segovia, en la que se reforzó esta notable construcción romana con inyecciones y bulones
Con su oficina de proyectos colaboró en los proyectos de reparación y consolidación de otras estructuras como el Puente de Piedra de Zaragoza sobre el río Ebro (1980).

### Cruz del Valle de los Caídos
La estructura fue calculada por Carlos Fernández Casado junto con el ingeniero Ignacio Vivanco Bergamín y ejecutada por Huarte y Cia, para la que trabajaban por aquel entonces.

## Extractos de textos
• Noche del Gallo. <<Ingeniería. Maquinismo y arquitectura>>. 
(Sobre la obra del ingeniero)..… sus obras responden a ideas claras y sencillas, al modo cartesiano ha de dar geometría a la función y encauzar esfuerzos que plasman la estructura, materializándola por los procedimientos constructivos más convenientes y empleando los materiales más adecuados en cantidades estrictas. Todo esto equivale a introducir la menor alteración en el orden universal……La obra de ingeniería se proyecta en el paisaje, ostentando las formas más puras y simples……
• Historia del puente en España. Puentes romanos. Instituto Eduardo Torroja 1980. 
“…..que nadie construya puentes en España sin haber pasado por Alcántara”